# Alden McWilliams
Pour les articles homonymes, voir McWilliams.
Alden Spurr McWilliams, qui signait Al McWilliams et A. McWilliams (né le 2 février 1916 à New York et mort le 19 mars 1993 à Stamford) est un auteur de bande dessinée américain. 

## Biographie
Il travaille dans l'industrie naissante du comic book dès 1938, pour les publications de Dell Comics. En 1942, il s'engage dans l'armée américaine. Ses faits d'armes durant la Seconde Guerre mondiale lui valent la Bronze Star américaine et la Croix de guerre française. De retour dans le civil, il produit principalement des romance et des crime comics jusqu'en 1952. Cette année-là, il crée le comic strip de science-fiction Twin Earths (en) avec le scénariste Oskar Lebeck (en). De 1966 à 1968, il anime Davy Jones, puis crée avec le scénariste John Saunders en 1968 Dateline: Danger! (en), comic strip publié jusqu'en 1974 qui est resté célèbre pour être le premier à avoir eu pour héros un Afro-Américain. De 1974 à 1984, il re-travaille ponctuellement dans les comic books, notamment comme encreur pour Marvel Comics.

## Prix
- 1979 : Prix du comic book réaliste de la National Cartoonists Society